# Дальхайм (Рейнхессен)
Дальхайм (нем. Dalheim) — община в Германии, в земле Рейнланд-Пфальц.
Входит в состав района Майнц-Бинген. Подчиняется управлению Нирштайн-Оппенхайм. Население составляет 1022 человека (на 31 декабря 2010 года). Занимает площадь 6,34 км².